# Patagosaure
El patagosaure (Patagosaurus, 'llangardaix de la Patagònia') és un gènere de dinosaure sauròpode que va viure al Cal·lovià, fa entre 163 i 161 milions d'anys, al Juràssic mitjà. Arribava a mesurar 18 metres de longitud. Les seves restes fòssils es van trobar a l'Argentina.